# عائلة بو

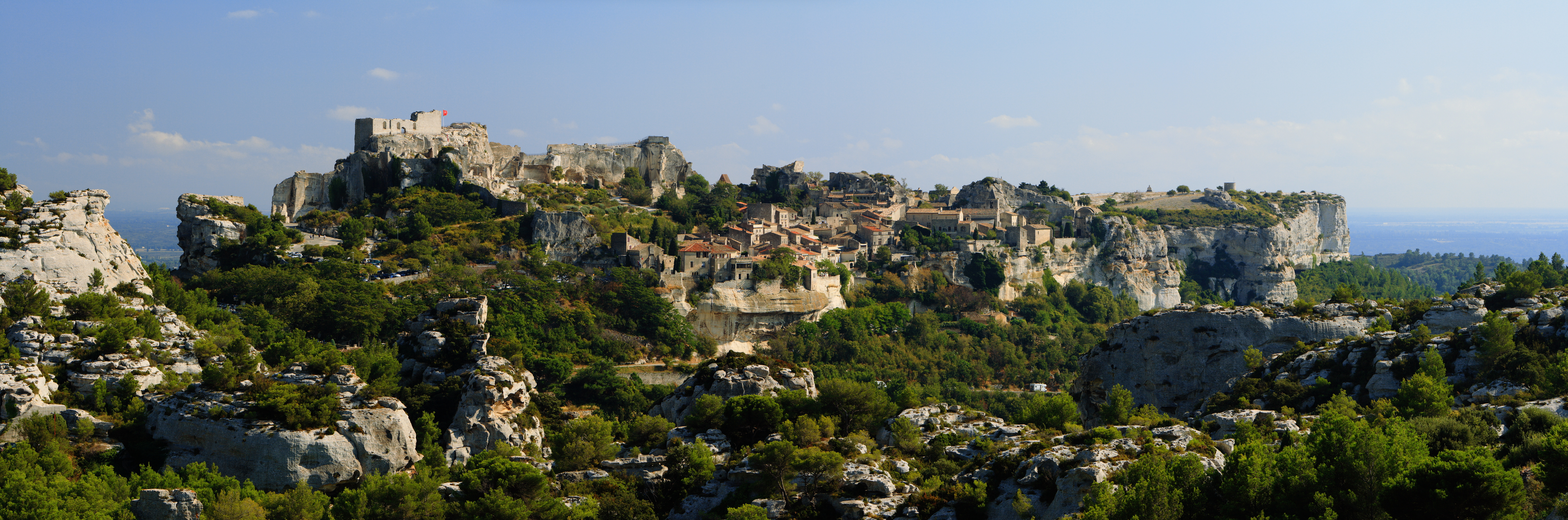

عائلة بو هي عائلة فرنسية نبيلة من جنوب فرنسا. كانت واحدة من أغنى وأقوى أسر بروفانس في القرون الوسطى، والمعروفة باسم "Race d’Aiglon". كان لهم سلطة كبيرة للغاية على المستوى المحلي. واكن لديهم إقطاعيات هامة وأراض واسعة، بما في ذلك إمارة أوراني.

## فهرست
- Grew، Marion Ethel (1947). The House of Orange. London: Methuen & Co. Ltd.